# Northwestern Air
Northwestern Air Lease Ltd., действующая как Northwestern Air — канадская авиакомпания местного значения со штаб-квартирой в городе Форт-Смит (Северо-Западные Территории).
Аэропортом базирования перевозчика является Аэропорт Форт-Смит, основными пунктами назначения — Международный аэропорт Эдмонтон, Международный аэропорт Келоуна, Аэропорт Гранде-Прейри и Аэропорт Йеллоунайф.

## История
Авиакомпания была основана в 1965 году в качестве авиационной лизинговой фирмы и начала операционную деятельность в 1968 году.
В 1984 году Northwestern Air получила разрешение на выполнение регулярных пассажирских перевозок.
Авиакомпания находится в частной собственности семьи Гарольд. По состоянию на март 2007 года в штате перевозчика работало 45 сотрудников.

## Маршрутная сеть
В декабре 2009 года маршрутная сеть авиакомпании Northwestern Air охватывала следующие аэропорты:
- Альберта
  - Эдмонтон — Международный аэропорт Эдмонтон
  - Форт-Макмюррей — Аэропорт Форт-Макмюррей
  - Ред-Дир — Региональный аэропорт Ред-Дир
  - Колд-Лейк — Аэропорт Колд-Лейк
- Северо-Западные Территории
  - Форт-Смит — Аэропорт Форт-Смит
  - Йеллоунайф — Аэропорт Йеллоунайф
  - Хей-Ривер — Аэропорт Хей-Ривер

## Флот

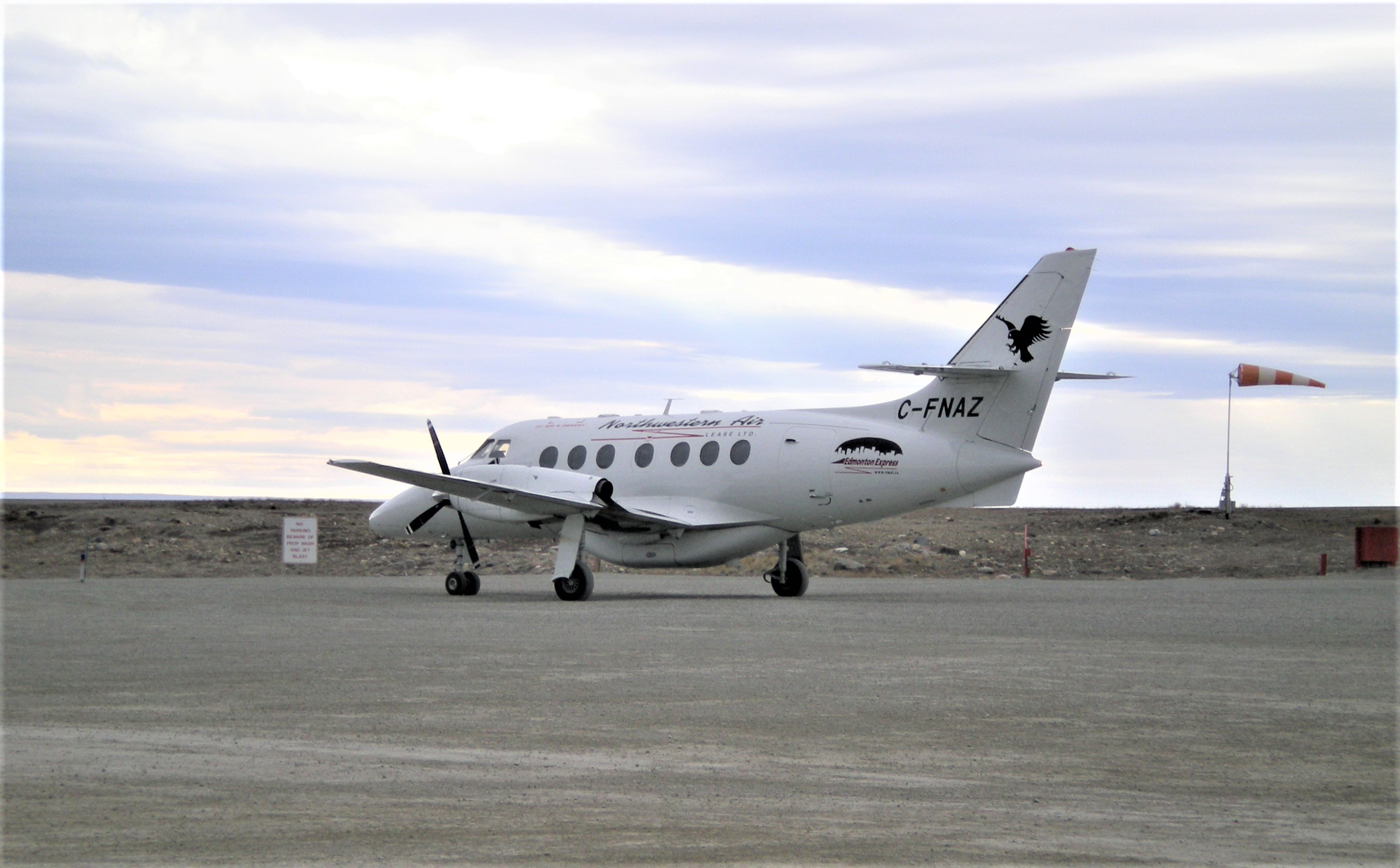
BAe Jetstream 31 (регистрационный номер C-FNAZ) в аэропорту Кеймбридж-Бей

По состоянию на март 2009 года воздушный флот авиакомпании Northwestern Air составляли следующие самолёты:
- 3 × BAe Jetstream 31
- 3 × BAe Jetstream 32
- 1 × Raytheon Beech B99

Выведенные из эксплуатации самолёты:
- Cessna 208 Caravan